# Tarik Oulida
Tarik Oulida (Amsterdam, 19 januari 1974) is een Marokkaans-Nederlands voormalig voetballer die doorgaans als aanvallende middenvelder speelde.

## Carrière
De middenvelder Tarik Oulida is opgeleid bij Ajax en gold lange tijd als een groot talent. Met name Johan Cruijff was bijzonder gecharmeerd van de technisch begaafde middenvelder. Oulida won met de Amsterdammers de UEFA Champions League. Hij speelde negentig minuten mee in een groepswedstrijd tegen AEK Athene, waarin hij tweemaal wist te scoren. Sommigen zagen in hem het grootste talent van Nederland.  Bij de Amsterdamse club slaagde hij er echter niet in een basisplaats af te dwingen en hij vertrok al snel naar Sevilla in Spanje. Ook daar kon hij de eerste twee seizoenen niet rekenen op een basisplaats. In zijn derde seizoen speelde hij echter regelmatig. Daarna verkoos hij echter om zijn carrière voort te zetten in Japan, waar hij zes jaar speelde, met een tussentijds uitstapje naar het Franse CS Sedan. Uiteindelijk beëindigde Oulida zijn voetbalcarrière in juli 2004 bij ADO Den Haag.

## Privé
In juni 2023 sloot Oulida voor de rechtbank in Malaga een schikking voor een zaak over het seksueel misbruiken van zijn aangenomen dochter. Oulida werd veroordeeld tot een voorwaardelijke straf waarbij hij zich tien jaar niet op Spaans grondgebied mag begeven en tevens een bedrag van 10.000 euro moet betalen. In ruil hiervoor ziet zijn ex-partner, die de zaak had aangespannen en waarmee hij in een langdurig conflict verwikkeld is, af van verdere gerechtelijke stappen. Oulida zelf ontkent het misbruik.

## Clubstatistieken
| seizoen | club                       | land      | competitie         | wed. | goals |
| ------- | -------------------------- | --------- | ------------------ | ---- | ----- |
| 1992/93 | Ajax                       | Nederland | Eredivisie         | 6    | 1     |
| 1993/94 | Ajax                       | Nederland | Eredivisie         | 9    | 2     |
| 1994/95 | Ajax                       | Nederland | Eredivisie         | 2    | 0     |
| 1995/96 | Sevilla                    | Spanje    | Primera División   | 5    | 0     |
| 1996/97 | Sevilla                    | Spanje    | Primera División   | 10   | 3     |
| 1997/98 | Sevilla                    | Spanje    | Segunda División A | 28   | 1     |
| 1998    | Nagoya Grampus Eight       | Japan     | J-League           | 13   | 2     |
| 1999    | Nagoya Grampus Eight       | Japan     | J-League           | 27   | 5     |
| 2000    | Nagoya Grampus Eight       | Japan     | J-League           | 15   | 1     |
| 2001    | Nagoya Grampus Eight       | Japan     | J-League           | 28   | 1     |
| 2002    | Nagoya Grampus Eight       | Japan     | J-League           | 5    | 1     |
| 2002/03 | Sedan                      | Frankrijk | Ligue 1            | 21   | 1     |
| 2003    | Hokkaido Consadole Sapporo | Japan     | J2 League          | 13   | 1     |
| 2003/04 | ADO Den Haag               | Nederland | Eredivisie         | 8    | 0     |

## Erelijst
| Competitie            |        |                  |      |      |
| Competitie            | Aantal | Jaren            |      |      |
| Ajax                  | Ajax   | Ajax             | Ajax | Ajax |
| --------------------- | ------ | ---------------- | ---- | ---- |
| Internationaal        |        |                  |      |      |
| UEFA Champions League | 1x     | 1994/95          |      |      |
| Nationaal             |        |                  |      |      |
| Eredivisie            | 2x     | 1993/94, 1994/95 |      |      |
| KNVB beker            | 1x     | 1992/93          |      |      |
| Nederlandse Supercup  | 2x     | 1993, 1994       |      |      |